# NGC 6086
NGC 6086 је елиптична галаксија у сазвежђу Северна круна која се налази на NGC листи објеката дубоког неба.
Деклинација објекта је + 29° 29' 6" а ректасцензија 16h 12m 35,6s. Привидна величина (магнитуда) објекта NGC 6086 износи 12,9 а фотографска магнитуда 13,9. Налази се на удаљености од 136,028 милиона парсека од Сунца. NGC 6086 је још познат и под ознакама UGC 10270, MCG 5-38-35, CGCG 167-45, PGC 57482.